# Ovid Teodorescu
Ovid Teodorescu (n. 1926, București – d. 21 mai 1981, Los Angeles, California, SUA) a fost un actor și cântăreț român.

## Biografie
S-a născut la București în 1926, fiind fiul unui general din armata regală și al unei celebre actrițe de teatru, Sili Teodorescu. A trăit în lumea teatrului, unde fusese adus de mama sa. A debutat la 19 ani în filmul Furtul de la Arizona, jucând apoi ca actor pe scena Teatrului de Revistă din București.
După instaurarea regimului comunist, proprietățile tatălui său au fost confiscate, iar fostul general a fost trimis cu domiciliu forțat în Bărăgan. Tânărul Ovid Teodorescu a fost acuzat că ar avea relații cu membrii Ambasadei Turciei la București, fiind arestat de Securitate în 1952 și trimis în colonia de muncă forțată Castelu (în apropiere de Medgidia) de pe șantierul Canalului Dunăre-Marea Neagră.
După eliberare, s-a reîntors în București, unde și-a reluat cariera artistică. A jucat în filmul Ilie în luna de miere (1956), iar apoi s-a căsătorit cu actrița și cântăreața de muzică ușoară Ilinca Cerbacev, cu care a cântat în localurile de noapte din capitală. Cei doi au înregistrat împreună câteva discuri la Electrecord. A participat la turnee muzicale împreună cu Horia Moculescu, Ilinca Cerbacev, Marina Voica și Constantin Drăghici, cântând în diferite spectacole de televiziune. A apărut ocazional în unele filme.
Ovid Teodorescu a emigrat în 1975 în Statele Unite ale Americii, murind la 21 mai 1981 în Los Angeles.

## Filmografie
- Ilie în luna de miere (1956) – Bombonel
- O zi pierdută (1960)
- Telegrame (1960) – Albert Gudurău
- Băieții noștri (1960)
- Bădăranii (1960) – slujitor
- S-a furat o bombă (1962) – banditul gras
- Post restant (1962)
- Celebrul 702 (1962) – gardianul corupt
- Pași spre lună (1964) – califul din Bagdad
- Politică cu... delicatese (sm, 1964)
- Dragoste la zero grade (1964) – chelnerul
- Steaua fără nume (1966) – comis-voiajorul Pascu
- K.O. (1968) – Nae
- Vin cicliștii (1968)
- Împușcături pe portativ (1968)
- Pantoful Cenușăresei (1969)
- Păcală (1974) – banditul gras